# ラウエンフェルデ
ラウエンフェルデ (ドイツ語: Lauenförde) は、ドイツ連邦共和国ニーダーザクセン州南部のホルツミンデン郡に位置するフレッケン（古くから市場開催権など一定の自治権を有する町村。以下、本項では便宜上「町」と記述する）で、ザムトゲマインデ・ボフツェンを構成する自治体の一つである。1932年まではウスラー郡に属し、その後1972年12月31日までノルトハイム郡に属した。

## 地理
ラウエンフェルデはニーダーザクセン州、ノルトライン＝ヴェストファーレン州、ヘッセン州の3州境界に近いヴェーザー川上流沿いに位置している。最寄りの集落は、ヴェーザー川の対岸に位置するベーヴェルンゲン、ヴュルガッセン、ヘルシュテレ（ともにノルトライン＝ヴェストファーレン州ベーヴェルンゲン市）、バート・カールスハーフェン（ヘッセン州）、マインブレクセン（ラウエンフェルデの一部）である。

## 歴史
ラウエンフェルデはこの地域の他の集落にくらべて新しい集落である。この集落がいつ新しく造られたかは明らかではない。エルンスト・フォン・ブラウンシュヴァイク＝ゲッティンゲンが相続可能な城砦レーエンとして uppe deme hus to Lewevord をハーゲン三兄弟に与えたという記録が1348年にあるが、この城が築かれたのが起源である可能性が高い。これがラウエンフェルデに関する最初の記録である。この現存しない城は、ヴェーザー川をはさんで隣接するパーダーボルン司教のベーヴェルンゲン城に対抗するものとして、ヴェルフ家の領主が使用した。2つの城が集落よりも先に建てられていたのかどうかは確かではない。ラウエンフェルデの村落は1447年のゾーストのフェーデに関連して Lewenfurde として初めて文献に記録されている。ラウエンフェルデはおそらく城下の市場町として開発されたと考えられる。ここには非常に小さな管区の裁判所があった。19世紀にこの管区からアムト・ニーノーファーが創設された。ヴェーザー川の徒渉地に面した交通の便の良い位置にあることから、中世後期以降、手工業者や水運業者が定住し、1534年以降税関も設けられ、1569年には現存する教会が建造された。1878年に鉄道網で結ばれ、新たな経済的発展を経験した。しかしラウエンフェルデは大きさでも重要さでも隣接するベーヴェルンゲンを凌いだことは一度もなかった。

## 行政

### 議会
ラウエンフェルデの町議会は、13議席からなる。

### 現在の問題
2007年2月22日にラウエンフェルデ集落の家の前庭部から 110 g の濃縮ウランが発見された。庭の所有者は前年から担当の役所に放射性物質について通報したのだが、真剣には受け取られなかった。この密封されていないペレットは、おそらくハーナウのかつてのシーメンスの工場から出たものである。
弁護士の申し立てによれば精神科の治療を受けていた男性が何度も通報したのだが、まともに取り合ってもらえなかったという。それは燃料棒の製造に使われるのと同じ 3.7 % の濃縮ウラン 7.8 % のペレット 14 個であった。男性の供述によれば、このペレットは、1995年に閉鎖されたハーナウにあったシーメンス社のMOX燃料工場から、1991年に知人から手に入れたものである。彼は盗み出して、それを暴露することによって、工場のセキュリティの脆弱さについて注意喚起しようと思ったのだという。
発見場所がヴュルガッセン原子力発電所から近く、一時期男性がそこで清掃業務に就いていたことから、この物質はこの原子力発電所から持ち出されたものではないかとの推測がなされた。しかし、監督官庁は原子力発電所の供述に基づいて、発見されたペレットのいずれもがヴュルガッセンのものではないことを証明した。一方、発見された物質は詳細な型までハーナウで製造されていたものと一致しており、男性の供述を裏付けたが、このペレットがどのような方法で工場から持ち出されたのかは依然明らかでない。

## 文化と見所
カティレバーチェア博物館 / TECTA資料館ラウエンフェルデ。内容豊かな収蔵品は、近代家具デザインの発展を示している。
- 近代性の祖型
- 無名貴族
- カティレバーチェア
- ジャン・プルーヴェ資料室
- ヴェーヴェルカ・スタジオ
- アリソン＆ペーター・スミッソン資料室

## 経済と社会資本
木材加工業、ガラス製造、農業機械販売、およびその他の中規模企業、農業、手工業、商業がある。木材加工産業は、Herlagの工場閉鎖によりその重要性を失った。この会社は1980年代半ばには、隣接するベーヴェルンゲンにも傘下の工場を持ち、従業員数800人を超えるヨーロッパで最も有名な乳母車やレジャー用家具メーカーの一つであった。

### 地元企業
- インターパーネ・ガラス工業 AG
- ヴェーバー・メディカル GmbH
- TECTA家具製造（1956年から）

### 交通

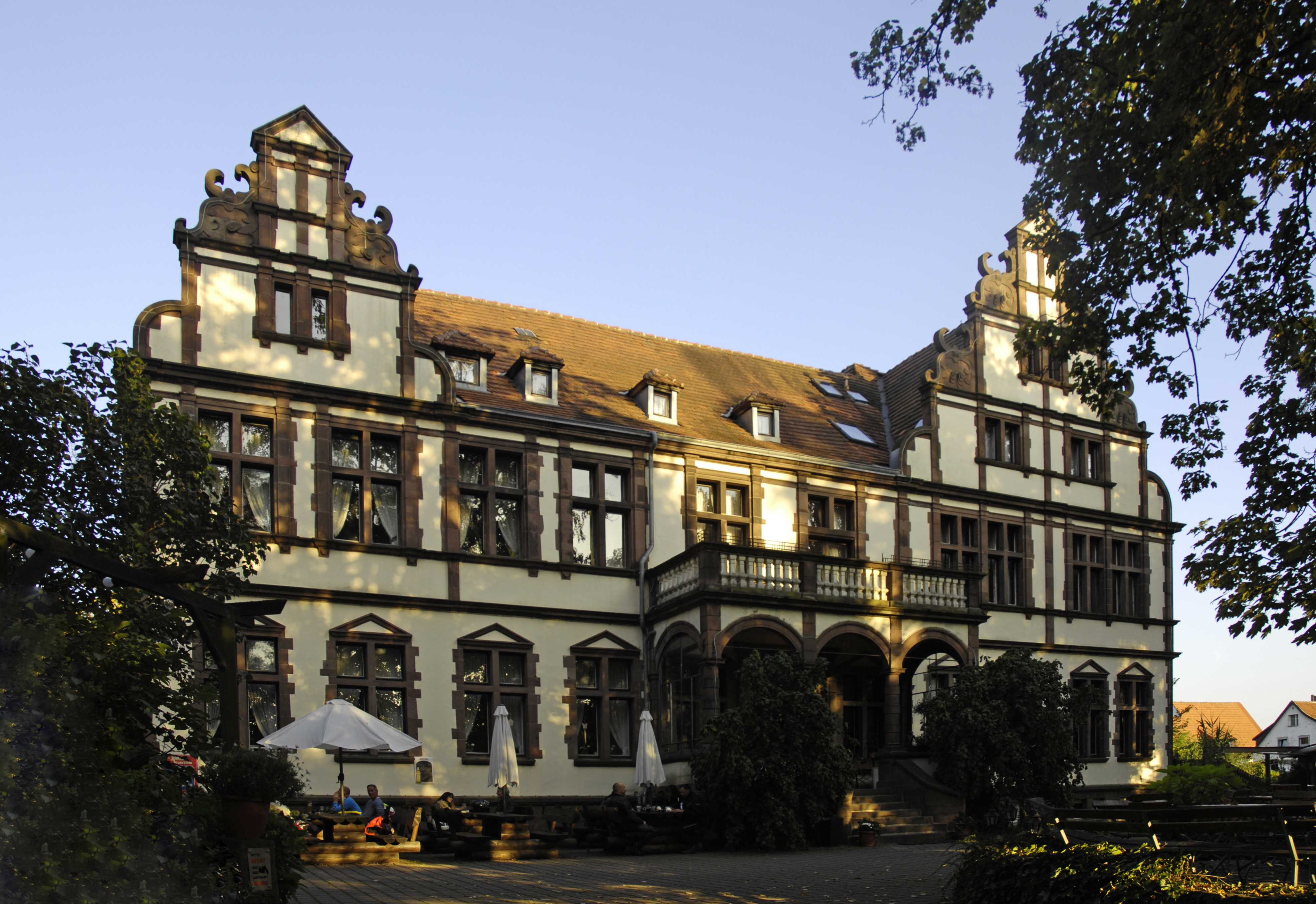
ヴィラ・レーヴェンヘルツ

#### 道路
西のホーエンヴェーペル（ヴァールブルク市内）から東のフィーネンブルクまでを結ぶ連邦道B241号線がこの町を通っている。この道路を経由して東の連邦アウトバーンA7号ハノーファー - カッセル線や南ハルツ・アウトバーンA38号ゲッティンゲン - ライプツィヒ線、南西のA44号ドルトムント - カッセル線（ヴァールブルク・インターチェンジ）にも素早く快適に接続することができる。連邦道B3、27、64、80、83号線も同様である。
オートバイのライダーには、森に覆われ、カーブの多いB241号線のゾリング山中コースが特に人気であるが、長い直線コースも数多くある。さらにオートバイ客専用のホテル、ヴィラ・レーヴェンヘルツがあり、有名でよく利用される集合地点となっている。

#### 鉄道
鉄道の駅は、1878年に開通したディーゼル車両が運行しているゾリング鉄道に面しており、近くの集落名とともにラウエンフェルデ＝バーヴェルンゲン駅と称している。ラウエンフェルデの駅には単線の行き違いのための待避線がある。その切り替えはゲッティンゲンの電気式信号所によって制御されている。
この路線を2時間ごとにオットベルゲン（ヘクスター市）からバート・カールスハーフェン、ボーデンフェルデ、アーデレプゼンを経由してICEが発着するゲッティンゲン駅へ行く近郊列車が走っている。オットベルゲンではアルテンベーケン、パーダーボルン、ホルツミンデン方面への接続がある。

#### 船舶
ベーヴェルンゲンを経由してハン・ミュンデンとハーメルンを結ぶヴェーザー川の旅客船の便がある。

## 引用
1. ↑  Landesamt für Statistik Niedersachsen, LSN-Online Regionaldatenbank, Tabelle A100001G: Fortschreibung des Bevölkerungsstandes, Stand 31. Dezember 2023
2. 1 2  Gerhard Streich 編: Historisch-Landeskundliche Exkursionskarte von Niedersachsen. Blatt Höxter. Verlag für Regionalgeschichte, Bielefeld 1996, ISBN 3-89534-187-8, p. 82.
3. ↑  Kirstin Casemir, Uwe Ohainski: Die Ortsnamen des Landkreises Holzminden. In: Jürgen Udolph (Hrsg.): Niedersächsisches Ortsnamensbuch (NOB). Teil VI, Verlag für Regionalgeschichte, Bielefeld 2007, ISBN 978-3-89534-671-2, pp. 140-.
4. ↑  Gerhard Streich (Hrsg.): Historisch-Landeskundliche Exkursionskarte von Niedersachsen. Blatt Höxter. Verlag für Regionalgeschichte, Bielefeld 1996, ISBN 3-89534-187-8, p. 62.
5. 1 2   Spiegel Online vom 2. März 2007: Uran im Garten - Herr der Pellets>
6. ↑  Welt Online vom2. März 2007: Rätselhafter Uran-Fund beschäftigt Behörden in Niedersachsen